# ستيف دى ريدير
ستيف دى ريدير (25 فبراير 1987 بغنت في بلجيكا - ) هو لاعب كرة قدم بلجيكي في مركز الوسط. شارك مع منتخب بلجيكا تحت 19 سنة لكرة القدم. أما مع النوادي، فقد لعب مع بولتون واندررز ودي غرافشاب وزولته فاريجيم ونادي أوترخت ونادي ساوثهامبتون ونادي غينت ونادي كوبنهاغن وS.C. Eendracht Aalst ‏ وK.F.C. Vigor Wuitens Hamme ‏.

## وصلات خارجية
- ستيف دى ريدير على موقع الاتحاد البلجيكي (الإنجليزية)
- ستيف دى ريدير على موقع قاعدة بيانات كرة القدم.إي يو (الإنجليزية)
- ستيف دى ريدير على موقع Soccerbase.com (لاعب) (الإنجليزية)
- ستيف دى ريدير على موقع Soccerway.com (الإنجليزية)
- ستيف دى ريدير على موقع عالم كرة القدم.نت (الإنجليزية)
- ستيف دى ريدير على موقع AS.com (الإسبانية)